# San Francisco la Unión
San Francisco la Unión är en ort i Mexiko.   Den ligger i kommunen Tlahuapan och delstaten Puebla, i den sydöstra delen av landet, 60 km öster om huvudstaden Mexico City. San Francisco la Unión ligger 2 783 meter över havet och antalet invånare är 281.
Terrängen runt San Francisco la Unión är kuperad. Runt San Francisco la Unión är det ganska tätbefolkat, med 134 invånare per kvadratkilometer. Närmaste större samhälle är Ciudad de Nanacamilpa, 6,1 km norr om San Francisco la Unión. Trakten runt San Francisco la Unión består till största delen av jordbruksmark.